# Gare de Rossignol
Ne doit pas être confondu avec Rossignol (Gaume).
La gare de Rossignol est une ancienne gare ferroviaire belge, des lignes 135 de Walcourt à Florennes et 136 vers Florennes dont elle est le point de départ, située à la rue de Rossignol, dans la section de Vogenée, sur le territoire de la commune de Walcourt dans la province de Namur.

## Situation ferroviaire
La gare de Rossignol était située au point kilométrique (PK) 3,80 le long de la ligne 135 de Walcourt à Florennes, via Morialmé, entre les gares de Vogenée et de Fairoul.
Au niveau de la gare de Rossignol démarrait aussi la ligne 136 en direction de Florennes, via Yves-Gomezée.
Elle est désormais située sur le tracé actuel de la ligne 132 de Charleroi-Central à Couvin, depuis le contournement des lacs de l'eau d'heure en 1970.

## Histoire
La circulation des trains sur la ligne 135 vers Morialmé a été supprimée le 17 octobre 1954. La voie a été démantelée durant les mois de juillet et août 1955.
La circulation des trains a été définitivement supprimée le 9 juillet 1962, concernant la ligne 136.
La section Walcourt - Rossignol - Yves-Gomezée est rouverte le 31 août 1970, dans le cadre du nouveau tracé de la ligne 132 vers Couvin. Elle n'est cependant plus un point d'arrêt et n'a plus aucune fonction ferroviaire.

## Ouvrage d'art
Entre les gares de Rossignol et de Fairoul est situé le pont ferroviaire dit des "Sept-Ponts", aujourd'hui abandonné.

## Patrimoine ferroviaire
Le bâtiment ferroviaire a subsisté et a été transformé en habitation après le démantèlement de la ligne en 1962.